# Long may you run (album van The Stills-Young Band)
Long may you run is een album van The Stills-Young Band, een samenwerking tussen Stephen Stills en Neil Young en werd uitgegeven in 1976 door Reprise Records. Het album piekte op plaats 26 in de Billboard 200 en ontving aldaar de gouden status van de RIAA. Het album is het enige studiowerk van dit duo. De stijl van het album ligt in de lijn die het tweetal ook volgde in hun vorige bands Buffalo Springfield en Crosby, Stills, Nash & Young, variërend van Americana en folkrock, tot jazz  en artrock.

## Achtergrond
In navolging van de tournee in 1974 van Crosby, Stills, Nash & Young ketste een poging van het kwartet om een nieuw album af te ronden af. David Crosby en Graham Nash zetten hun muzikale alliantie voort onder de noemer Crosby & Nash, terwijl Stills en Young beiden individueel verdergingen. Nummers die op het geplande CSNY-album zouden komen kwamen op de platen van de verschillende leden. Stephen Stills coverde verder nog twee nummers van Young op zijn studioalbums: "New Mama" op Stills en "The loner" op Illegal Stills.
Begin 1976 kwamen Young en Stills weer kort bijeen voor een eenmalig album en een tournee met The Stills-Young Band. Het doel was om verder te gaan op de toer waar ze tien jaar eerder gestopt waren toen hun Buffalo Springfield-tijd erop zat. Crosby & Nash werden ook gevraagd om mee te werken en even werd gedacht dat Long may you run het reüniealbum van CSNY zou worden. Toen Nash en Crosby echter tijdens de opnames van Long may you run naar Miami vertrokken om verder te werken aan hun album Whistling down the wire (1976) was voor het andere duo de maat vol. Young en Stills haalden de vocale en instrumentale bijdragen van de andere twee van de mastertapes.
Net voor de uitgave van de plaat begonnen Stills en Young weer een tournee. Ze startten op 23 juni in Clarkston en al gauw liepen de spanningen tussenbeide van voorheen weer op. Stills' voorkeur voor professionele studiomuzikanten ten opzichte van Youngs voorkeur voor Crazy Horse leidde tot een nieuwe breuk. Op 20 juli 1976, na de show in Columbia, ging de tourbus van Young een andere richting op dan die van Stills. In Atlanta, waar ze hun volgende stop hadden, kreeg Stills een laconieke telegram: "Beste Stephen, grappig hoe dingen die spontaan ontstaan op zo'n manier eindigen. Eet een perzik. Neil." Youngs management beweerde dat hij op doktersadvies rust nodig had om van een keelontsteking te kunnen herstellen. Volgens het contract was Stills genoodzaakt om de tournee in zijn eentje af te maken, terwijl Young bezig was met het zoeken van tourdata later dat jaar voor Crazy Horse.

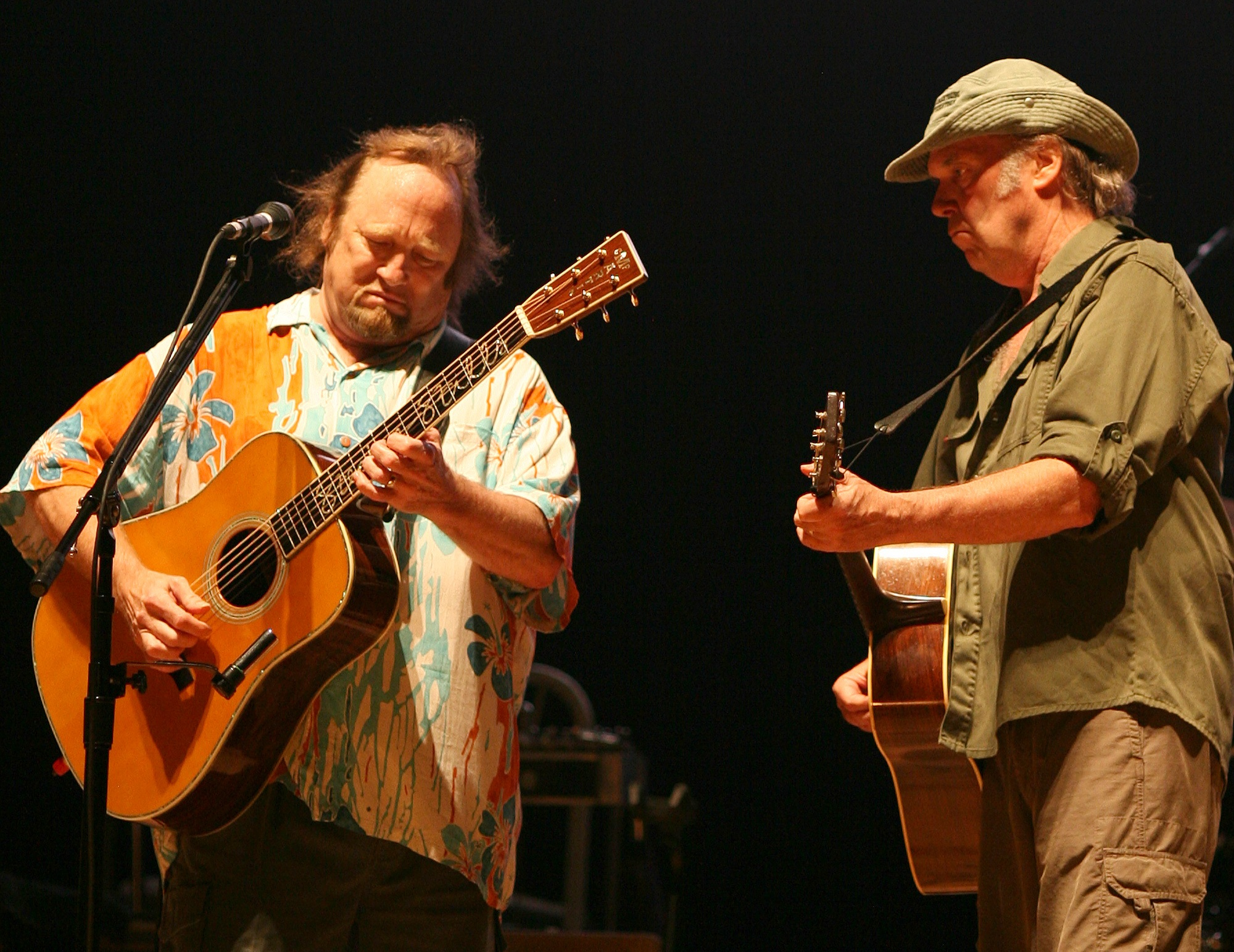
Stills en Young in 2006

De gelijknamige single van het album, kwam tot plaats #71 in de Engelse hitlijsten en tot plek #3 in de Nationale Hitparade. Het nummer was een ode aan Neil Youngs eerste auto genaamd "Mort"), een Buick Roadmaster lijkwagen uit 1948, waarvan hij in 1965 de versnellingsbak opblies in Blind River, Ontario. "Long may you run" werd op 22 januari 2010 door Young gespeeld tijdens de laatste uitzending van The Tonight Show met Conan O'Brien en op 28 februari 2010 tijdens de Closing Ceremony van de Olympische Winterspelen 2010.

## Tracks

### A-kant
| Nr. | Titel               | Schrijver(s)   | Duur |
| --- | ------------------- | -------------- | ---- |
| 1.  | Long may you run    | Neil Young     | 3:53 |
| 2.  | Make love to you    | Stephen Stills | 5:10 |
| 3.  | Midnight on the bay | Neil Young     | 3:59 |
| 4.  | Black coral         | Stephen Stills | 4:41 |
| 5.  | Ocean girl          | Neil Young     | 3:19 |

### B-kant
| Nr. | Titel                     | Schrijver(s)   | Duur |
| --- | ------------------------- | -------------- | ---- |
| 1.  | Let it shine              | Neil Young     | 4:43 |
| 2.  | 12/8 blues (All the same) | Stephen Stills | 3:41 |
| 3.  | Fontainebleau             | Neil Young     |      |
| 4.  | Guardian angel            | Stephen Stills | 5:40 |

## Personele bezetting

### Muzikanten
- Stephen Stills - zang, gitaren, piano
- Neil Young - vocals, guitars, piano, mondharmonica, synthesizer
- Jerry Aiello - hammondorgel, piano
- George "Chocolate" Perry - basgitaar, achtergrondzang
- Joe Vitale - drums, fluit, achtergrondzang
- Joe Lala - percussie, achtergrondzang

### Opnamepersoneel
- Don Gehman - producer, mixen, opname
- Stephen Stills - producer, mixen
- Neil Young - producer, mixen
- Tom Dowd - associate producer
- Alex Sadkin - mixen
- Michael Lasko - opnameassistent
- Steve Hart - opnameassistent

### Artwork
- Tom Wilkes - hoesontwerp